# 2023年世界水泳選手権ケイマン諸島選手団
2023年世界水泳選手権ケイマン諸島選手団は、2023年7月14日から7月30日まで日本の福岡で開催された第20回世界水泳選手権のケイマン諸島選手団、およびその競技結果。

## 選手団
- 人員: 選手 3人

## 選手名簿・結果
| 選手                   | 種目           | 予選      | 予選 | 準決勝   | 準決勝   | 決勝     | 決勝     |
| 選手                   | 種目           | 結果      | 順位 | 結果     | 順位     | 結果     | 順位     |
| ---------------------- | -------------- | --------- | ---- | -------- | -------- | -------- | -------- |
| ジョーダン・クルックス | 男子50m自由形  | 21秒90    | 7位  | 21秒73   | 5位      | 21秒73   | 6位      |
| ジョーダン・クルックス | 男子100m自由形 | 47秒77    | 4位  | 47秒71   | 6位      | 47秒94   | 7位      |
| ジリアン・クルックス   | 女子50m自由形  | 25秒66    | 32位 | 予選敗退 | 予選敗退 | 予選敗退 | 予選敗退 |
| ジリアン・クルックス   | 女子100m自由形 | 55秒32    | 23位 | 予選敗退 | 予選敗退 | 予選敗退 | 予選敗退 |
| ハーパー・バロウマン   | 女子200m自由形 | 2分06秒49 | 47位 | 予選敗退 | 予選敗退 | 予選敗退 | 予選敗退 |
| ハーパー・バロウマン   | 女子400m自由形 | 4分26秒88 | 36位 | -        | -        | 予選敗退 | 予選敗退 |

ジョーダン・クルックス、ジリアン・クルックスの2人は兄妹である。